# Lipsdorf
Lipsdorf ist eine Wüstung im Landkreis Mansfeld-Südharz in Sachsen-Anhalt.

## Geografische Lage
Die Wüstung Lipsdorf liegt am Südufer des Süßen Sees, circa 1,3 Kilometer westlich von Aseleben und 0,5 Kilometer nördlich der Bundesstraße 80.

## Geschichte
In dem zwischen 881 und 899 entstandenen Verzeichnis des Zehnten des Klosters Hersfeld wird Lipsdorf unter dem Namen „Leobedigasdorpf“ als zehntpflichtiger Ort im Gau Friesenfeld genannt.
Koordinaten: 51° 29′ 47″ N, 11° 39′ 29″ O